# نماد بی‌نهایت

علامت ∞ در تایپ‌فیس‌های مختلف

نماد بینهایت ({\displaystyle \infty }، ∞، یا در یونی‌کد ∞) نمادی در ریاضیات است؛ که مفهوم بی نهایت بازنمایی می‌کند. در هندسهٔ جبری این شکل لمنیسکت (به انگلیسی: Lemniscate) می گویند.

## تاریخچه

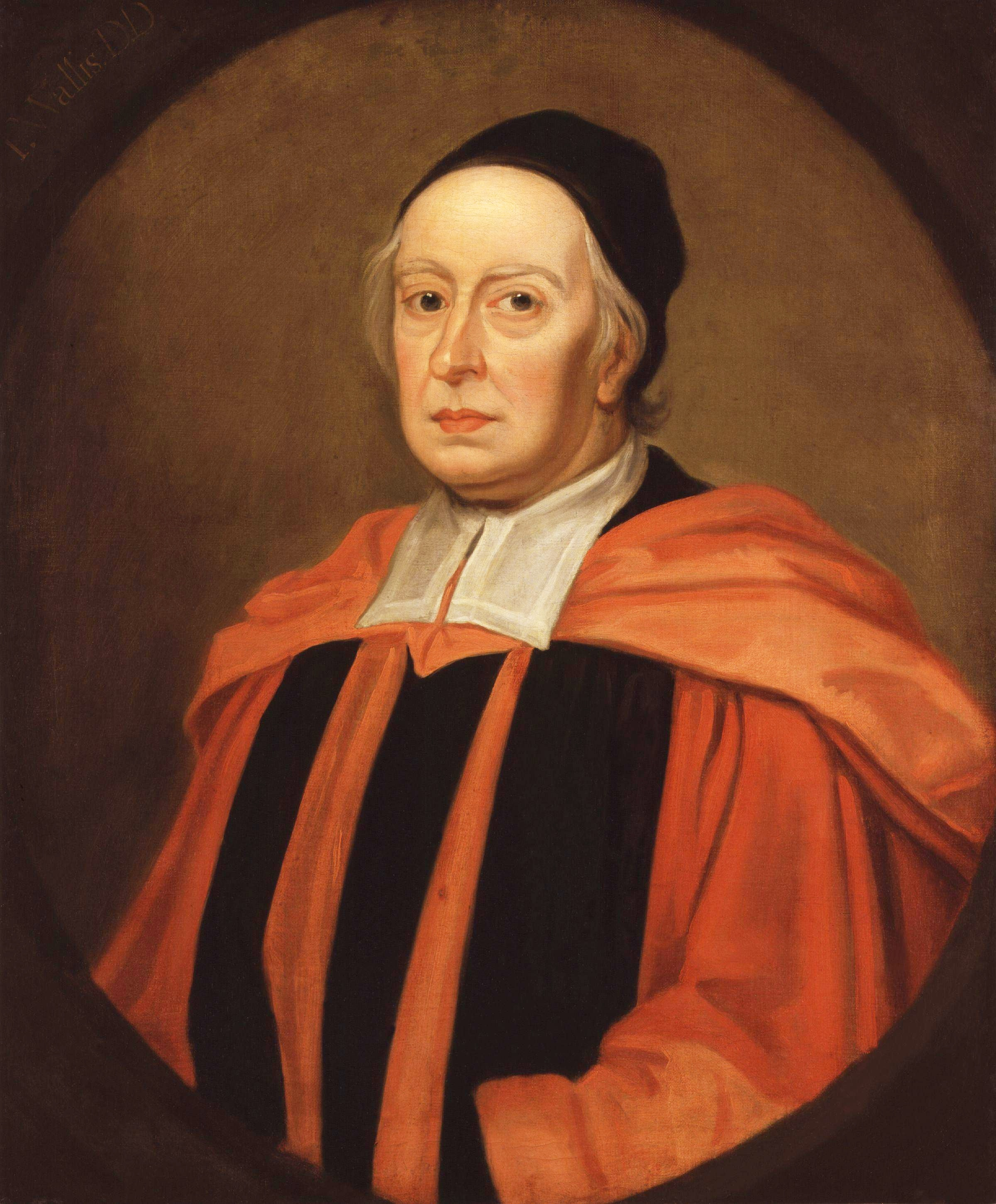
جان والیس نماد بی‌نهایت را به ادبیات ریاضی وارد کرد.

ریشهٔ این شکل تاریخچه‌ای قدیمی دارد. این شکل در صلیب سنت بونیفیس (به انگلیسی: Saint Boniface) در حالی که به دور صلب لاتین پیچیده شده‌است دیده می‌شود.
با این‌حال جان والیس در سال ۱۶۵۵ میلادی با مطرح کردن معنای ریاضیاتی آن در کتاب De sectionibus conicis به آن اعتبار بخشید.والیس دلیل انتخاب این نماد را بیان نکرده‌است ولی حدس زده می‌شود که این شکل صورتی از نمایش عدد ۱۰۰۰ در عددنویسی رومی باشد. (در اصل به صورت CIƆ یا CƆ که گاهی از آن به عنوان «زیاد» استفاده می‌شد), یا صورتی از حرف یونانی ω (اومگا)—که آخرین حرف الفبای یونانی است.

اویلر از این علامت برای نمایش بی‌نهایت استفاده کرده‌است.

لئونارد اویلر از نسخهٔ این علامت به صورت منحنی باز استفاده کرده‌است. تا «absolutus infinitus» را نمایش دهد. او اعمال گوناگونی؛ مثل لگاریتم گرفتن بر بی‌نهایت اعمال می‌کرد. این نسخه از بی‌نهایت دیگر استفاده نمی‌شود و کاراکتری جدا در یونی‌کد ندارد.

## کاربرد

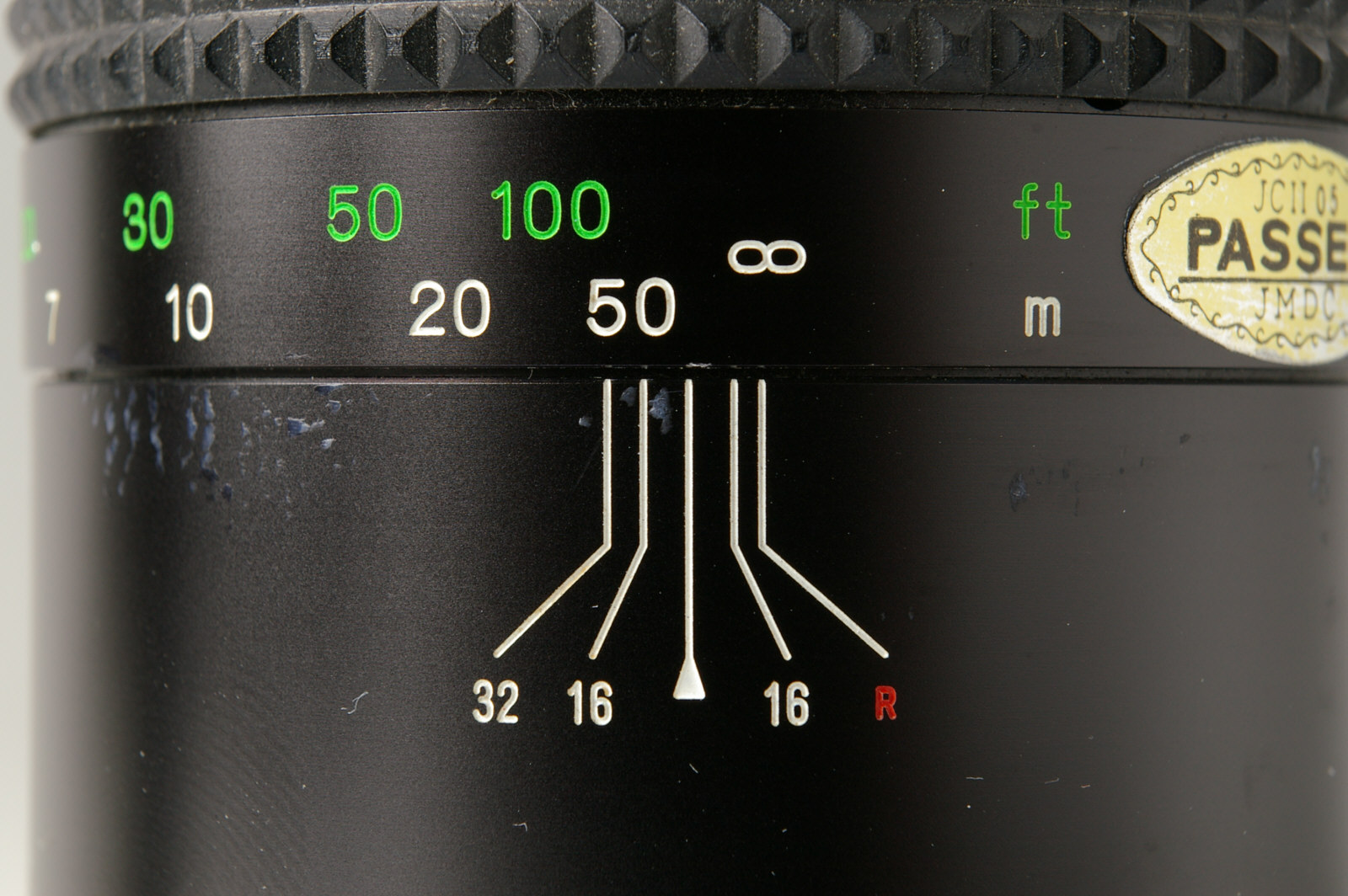
فوکوس بی نهایت به عنوان ∞ در لنز دوربین مینولتا مشخص شده است

در ریاضیات این علامت بیشتر برای نشان دادن بی‌نهایت بالقوه استفاده می‌شود تا یک بی‌نهایت بالفعل و واقعی که به عنوان کمیتی در اعداد حقیقی بسط یافته (به انگلیسی: Extended real number) یا اعداد کاردینال یا اعداد اوردینال استفاده می‌شود.؛ مثلاً در ریاضیات عباراتی که در آن‌ها از مجموع‌یابی استفاده می‌شود یا حدها مثل عبارت زیر:
{\displaystyle \sum _{n=0}^{\infty }{\frac {1}{2^{n}}}=\lim _{x\to \infty }{\frac {2^{x}-1}{2^{x-1}}}=2,}
این علامت همچنین می‌تواند برای نشان دادن نقطه‌ای در بینهایت استفاده شود. مخصوصاً وقتی تنها یک نقطهٔ اینچنینی فرض شود. این کاربرد به‌طور خاص شامل نقطهٔ نامحدود بر خط تصویری (به انگلیسی: projective line) می‌شود.